# 434
Évszázadok: 4. század – 5. század – 6. század
Évtizedek: 380-as évek – 390-es évek – 400-as évek – 410-es évek – 420-as évek – 430-as évek – 440-es évek – 450-es évek – 460-as évek – 470-es évek – 480-as évek
Évek: 429 – 430 – 431 – 432 –  433 – 434 – 435 – 436 – 437 – 438 – 439

## Események

### Nyugat- és Keletrómai Birodalom
- Flavius Ardabur Aspart és Flavius Areobindust választják consulnak.
- Mivel II. Theodosius keletrómai császár késlekedik kiadni a hun menedékkérőket, Rugila hun király betör Moesiába és Trákiába, de a hadjárat közben meghal. Utódjául öccsének, Mundzuknak két fiát, Bledát és Attilát választják. Theodosius (akinek hadserege részben még mindig Észak-Afrikában lekötve, ahol a vandálok ellen harcolnak) követséget küld a hunokhoz és visszavonulásukért cserébe megígéri, hogy az évi adót duplájára, 700 font aranyra emeli és visszaküldi a keletrómai területen menedéket kérő hun törzseket is.
- Meghal Maximianus konstantinápolyi pátriárka. Utóda Proclus.

## Halálozások
- április 12. – Maximianus, konstantinápolyi pátriárka
- Rugila, hun király

## Fordítás
- Ez a szócikk részben vagy egészben  a(z)   434 című angol Wikipédia-szócikk ezen változatának fordításán alapul.  Az eredeti cikk szerkesztőit annak laptörténete sorolja fel. Ez a jelzés csupán a megfogalmazás eredetét és a szerzői jogokat jelzi, nem szolgál a cikkben szereplő információk forrásmegjelöléseként.